# Moisés Mayordomo
Moisés Mayordomo Marín (* 1966 in Premià de Mar) ist ein spanischer evangelischer Theologe und Hochschullehrer für Neues Testament.

## Leben und Wirken
Mayordomo ist in Mannheim aufgewachsen. Er studierte Theologie an den Universitäten Gießen und Heidelberg, am King’s College London, wo er mit dem Master of Theology abschloss, und an der Universität Bern. Von 1996 bis 2000 war er Assistent bei Ulrich Luz an der Universität Bern, wo er 1997 zum Dr. theol. promoviert wurde. Von 2000 bis 2006 war er Oberassistent an der Universität Bern, 2004 wurde er habilitiert. Ab 2006 war Mayordomo Dozent für Neues Testament und von 2012 bis 2014 assoziierter Professor für Neues Testament und Antike Religionsgeschichte an der Universität Bern. Am 1. August 2014 wurde er als Nachfolger von Ekkehard Stegemann Professor für Neues Testament an der Universität Basel. Seine Schwerpunkte sind literaturwissenschaftliche Evangelienforschung, paulinische Argumentation und Gewalt und Gewaltüberwindung im frühen Christentum.
Mayordomo wurde 2017 als Nachfolger von Martin Wallraff zum Lektor des Frey-Grynaeischen Instituts berufen, das vom Theologieprofessor Johann Ludwig Frey 1747 zu Ehren von Johannes Grynaeus gegründet wurde.
Mayordomo ist Mennonit und Mitglied der evangelisch-reformierten Kirche.

## Ehrungen
2013 erhielt er für sein Engagement in der Lehre den «Credit Suisse Award for Best Teaching».

## Schriften
- Den Anfang hören. Leserorientierte Evangelienexegese am Beispiel von Matthäus 1–2, Forschungen zur Religion und Literatur des Alten und Neuen Testaments 180, Vandenhoeck & Ruprecht, Göttingen 1998. (Digitalisat)
- Argumentiert Paulus logisch? Ein Antwortversuch vor dem Hintergrund antiker Logik, Wissenschaftliche Untersuchungen zum Neuen Testament 188, Mohr Siebeck, Tübingen 2005.
- Die prägende Kraft der Texte. Hermeneutik und Wirkungsgeschichte des Neuen Testaments. Ein Symposium zu Ehren von Ulrich Luz, (SBS 199, Hg), Katholisches Bibelwerk, Stuttgart 2005.